# Hemipholis
Genre
Hemipholis est un genre d'ophiures de la famille des Ophiactidae.

## Description
Dans sa publication de 1865, Theodore Lyman (d) en donne la définition suivante : 

« Disque, en haut, couvert d'écailles arrondies, assez épaisses, et de grands boucliers radiaux ; en bas, nu. À la base de chaque bras, disque légèrement échancré. Dents. Pas de papille dentaire. Deux papilles buccales à chaque angle de la bouche. Boucliers buccaux latéraux se touchant, de manière à former un anneau continu autour de la bouche. Trois épines courtes et effilées sur les bras. Deux fentes génitales, commençant à l'extérieur des boucliers buccaux. »

## Liste des espèces
Selon World Register of Marine Species (28 février 2025) :
- Hemipholis cordifera (Bosc, 1802)
- Hemipholis elongata (Say, 1825) -- nomen dubium
- Hemipholis gracilis Verrill, 1867

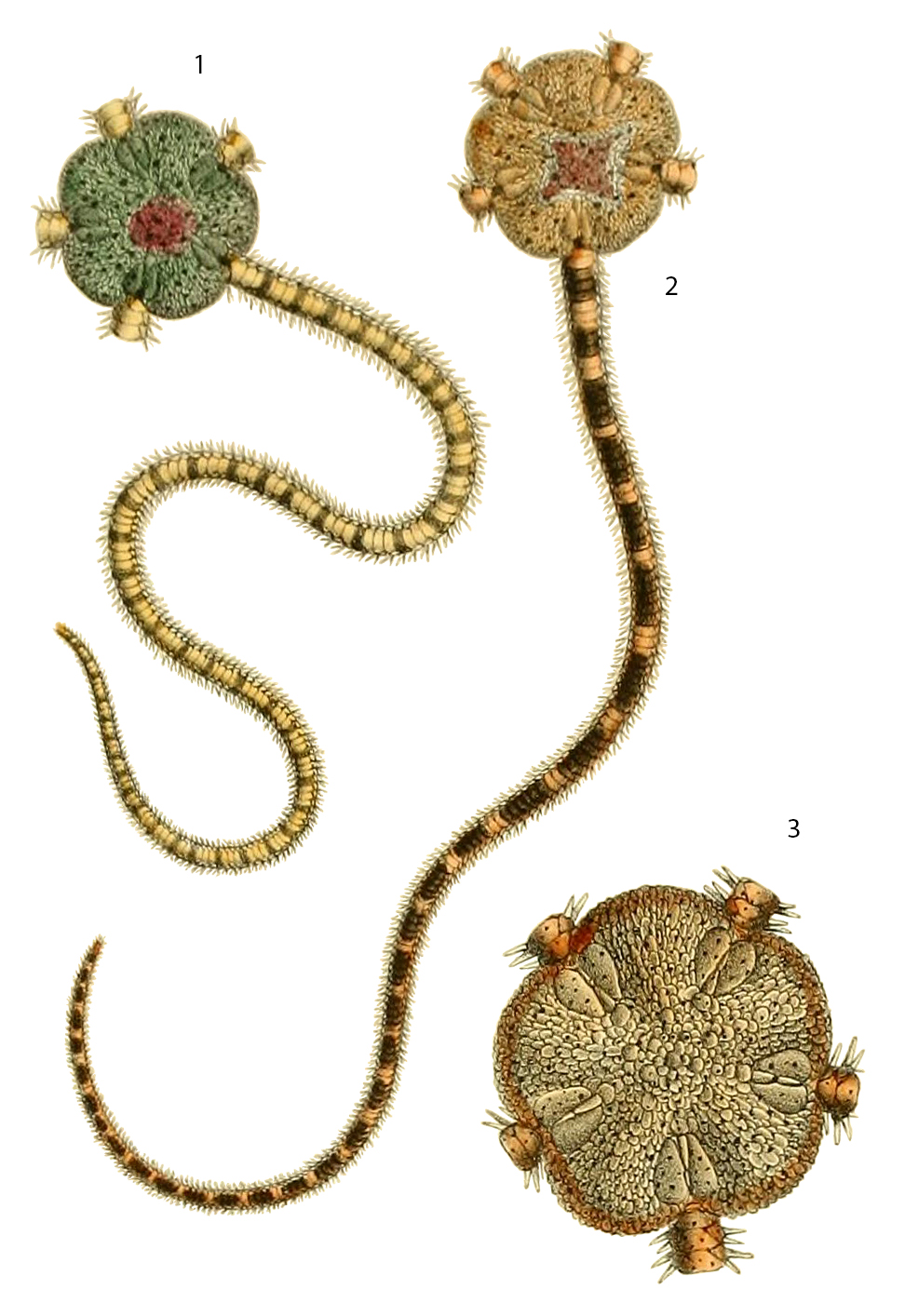
Hemipholis cordifera
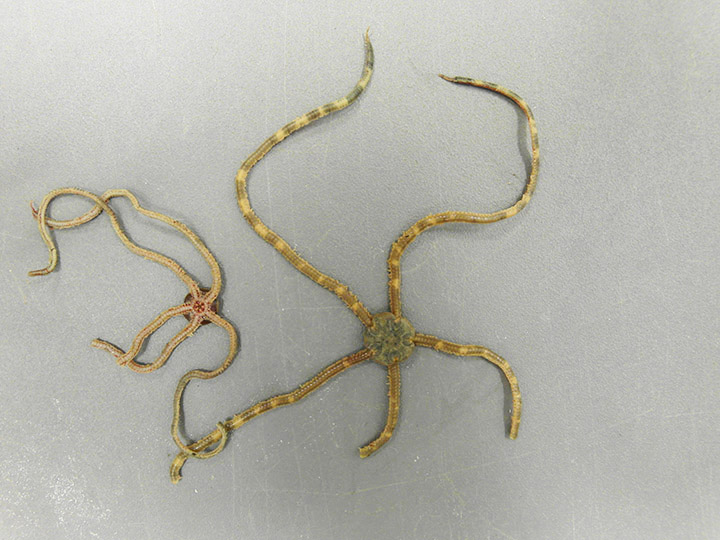
Hemipholis elongata
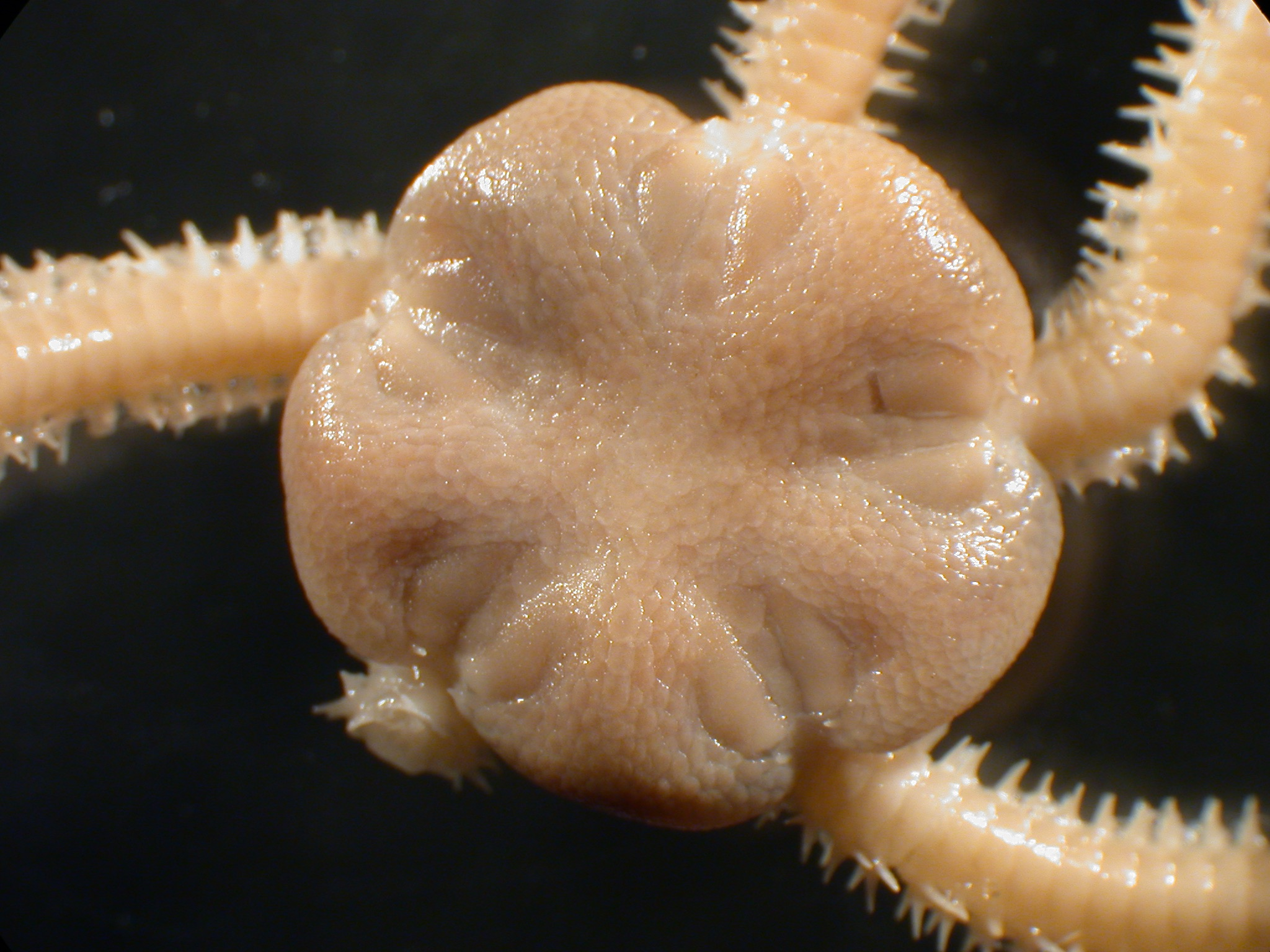
Ophiactis gracilis

## Systématique
Le nom valide complet (avec auteur) de ce taxon est Hemipholis Lyman (d), 1865,.

### Étymologie
Bien que l'étymologie de ce genre ne soit pas précisée dans la publication originale, le terme Hemipholis pourrait dériver de la combinaison du préfixe hemi du grec ancien ἥμισυς (hếmisus), « demi », et de φολίς (pholís), « écaille ».

### Publication originale
- (en) Theodore Lyman, Ophiuridæ and Astrophytidæ, Cambridge, University Press - Welch, Bigelow, & co., 1865, 232 p. (OCLC 6081456, DOI 10.5962/BHL.TITLE.40077, lire en ligne).